# Lutherse kerk (Monnickendam)
Lutherse kerk is een kerkgebouw aan de Zuideinde 39 in het Noord-Hollandse Monnickendam. De kerk is een zaalkerk zonder toren uit het derde kwart van de 18e eeuw met een portaal uit 1838. De preekstoel en de doopbanken komen uit 1760. Het gebouw staat sinds 1967 als rijksmonument ingeschreven in het monumentenregister.
In de kerk bevindt zich een eenklaviers orgel uit 1782 gemaakt door J.M. Gerstenhauer en in 1836 uitgebreid door L. van den Brink.

## Foto's

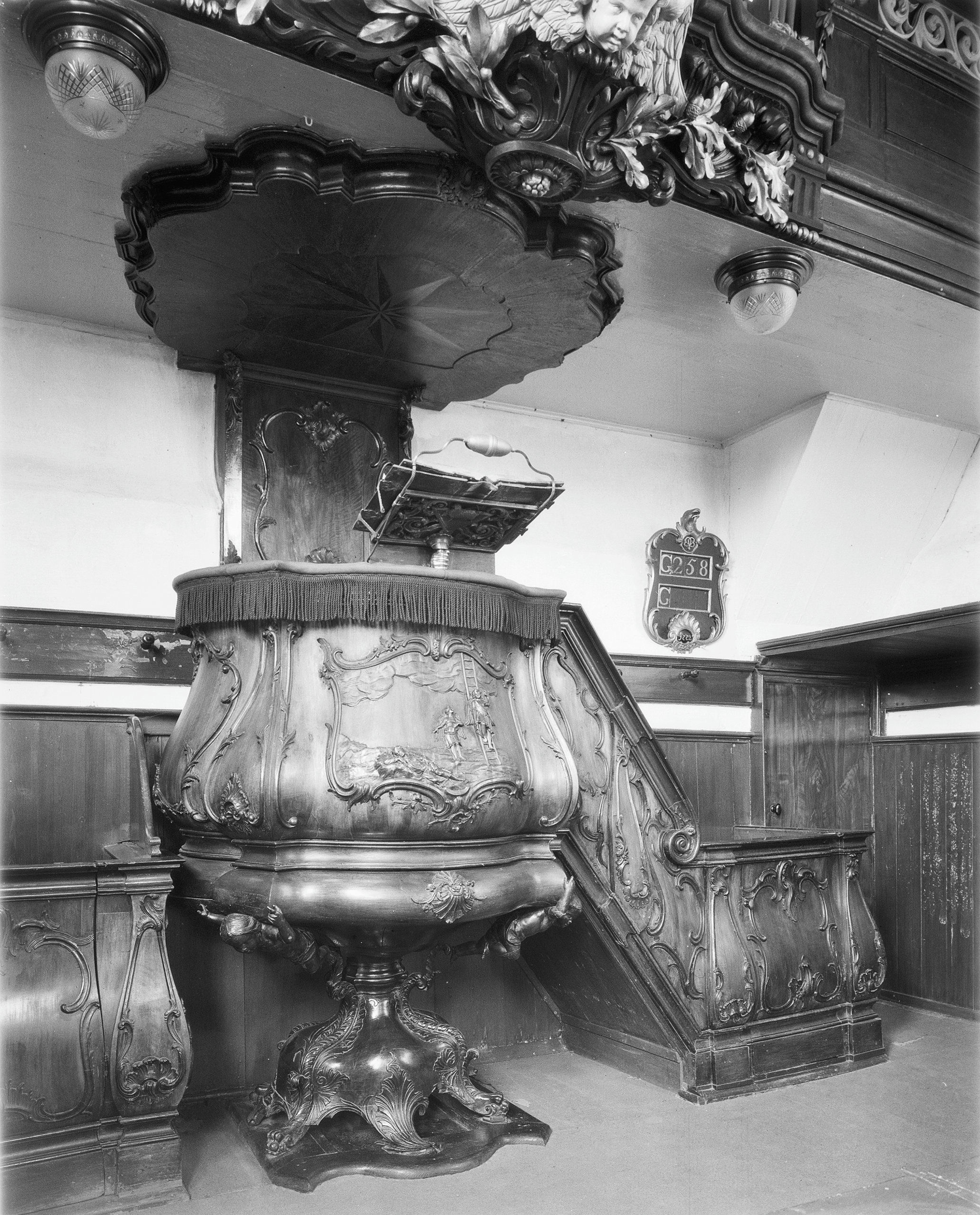
Preekstoel
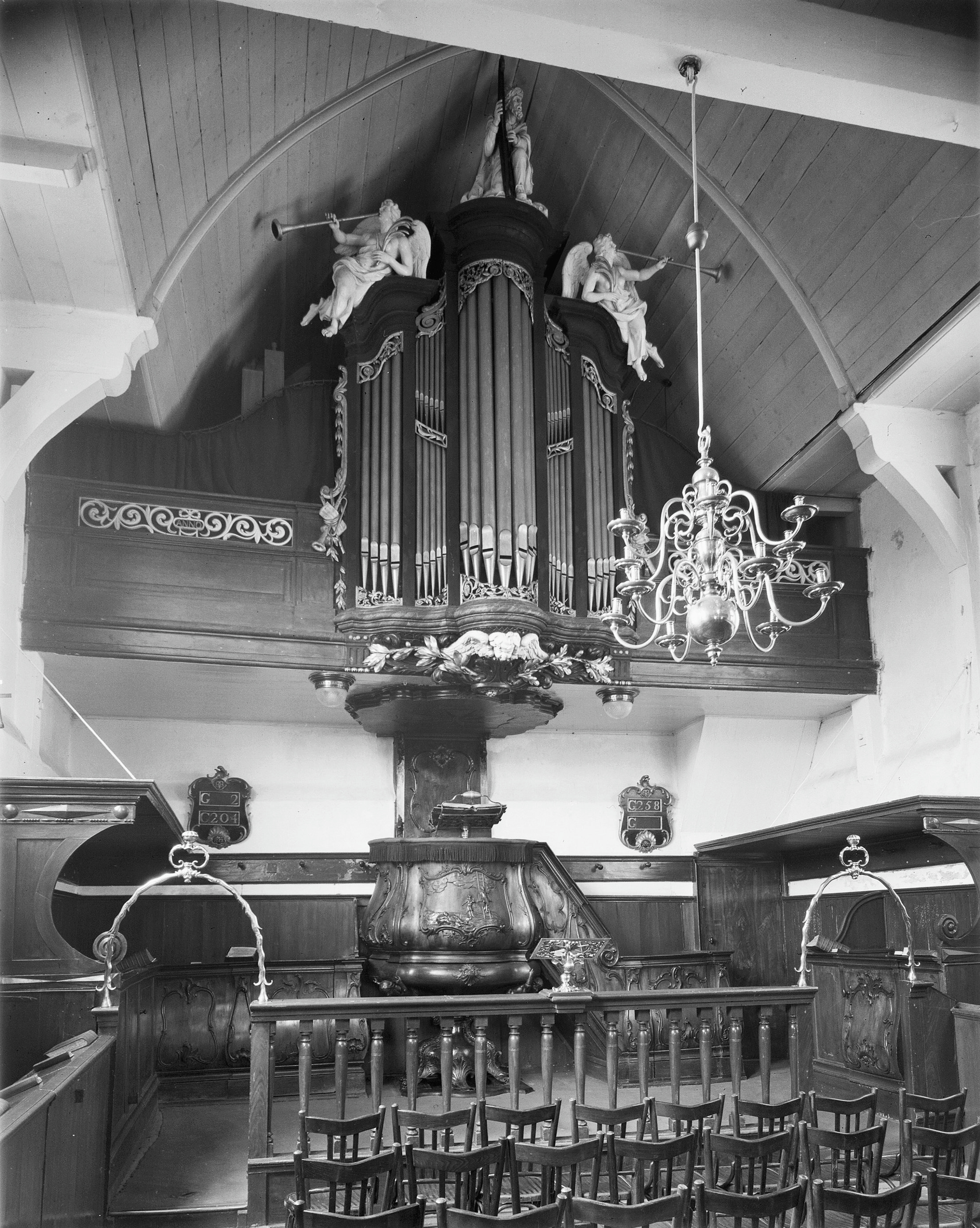
Orgel